# جائزة فرنسا الكبرى 1947
جائزة فرنسا الكبرى 1947 هو سباق فورمولا 1 أقيم بتاريخ 21 سبتمبر 1947 في فرنسا. حلّ الفرنسي لويس تشيرون أولا.